# Never Say Die!
Never Say Die! è l'ottavo album in studio dei Black Sabbath, pubblicato nell'ottobre 1978 dalla Vertigo Records. Fu l'ultimo lavoro registrato dal gruppo prima dell'abbandono di Ozzy Osbourne nel 1979 e l'ultimo in assoluto registrato dalla formazione originale.

## Il disco
Prima che quest'album venisse registrato, nel 1976, Ozzy Osbourne lasciò i Black Sabbath e fu sostituito da Dave Walker (ex Savoy Brown, Fleetwood Mac). Con questa nuova formazione il gruppo cominciò a comporre alcuni brani che sarebbero poi stati inclusi nell'album (tra cui Junior's Eyes, che sarà proposta, con un testo diverso da quella definitiva, durante una apparizione nel programma televisivo della BBC Look Hear! il 6 gennaio del 1978).
Nel febbraio del 1977 Osbourne rientrò nei Black Sabbath, favorendo il licenziamento di Walker. Il cantante tuttavia si rifiutò di cantare le canzoni scritte con Walker obbligando quindi il resto del gruppo a riscrivere i testi di diverse canzoni, tra cui la stessa Junior's Eyes, il cui testo sarà riscritto in memoria della allora recente scomparsa del padre di Osbourne.
Voci non confermate ufficialmente dalla band affermano inoltre che canzoni come Breakout e Swinging the Chain furono registrate quando Walker era nella band, un'altra che semplicemente Ozzy esasperato abbandono lo studio durante le registrazioni, motivo per cui non canta in nessuna delle due: la prima canzone è una traccia completamente strumentale, mentre la seconda è cantata dal batterista Bill Ward.
L'album, per quanto riguarda lo stile musicale, seguirà la scia del precedente Technical Ecstasy, data la massiccia presenza di sonorità sperimentali (Don Airey suona le tastiere, mentre nel brano strumentale Breakout sono presenti degli arrangiamenti di fiati curati da Will Malone) lontane da quelle dei primi album. Anche se la risposta del pubblico a tale lavoro fu generalmente positiva, in Gran Bretagna l'album si classificò al 12º posto in classifica, una posizione più in alto rispetto a Technical Ecstasy, e negli Stati Uniti raggiunse la posizione numero 69 della classifica di Billboard; la critica ha sempre mal visto l'opera, tanto da considerare l'album uno dei punti più bassi dell'intera discografia dei Sabbath. In ogni caso il disco dà il suo contributo alla lista delle migliori canzoni mai composte dai Black Sabbath con Never Say Die e soprattutto Johnny Blade, alla fine della quale Tony Iommi si esibisce in uno dei suoi tipici e forse migliori assoli di chitarra elettrica.
Con il passare degli anni è stato rivalutato positivamente come uno degli album più raffinati e ispirati della band.
Nel Regno Unito la title track, venne pubblicata come singolo, raggiungendo la posizione numero 21 in classifica e portando alla band la sua prima apparizione al programma Top of the Pops sin dal 1970.

## Tracce
Tutte le tracce sono state composte dai Black Sabbath.
Lato A
1. Never Say Die – 3:49
2. Johnny Blade – 6:28
3. Junior's Eyes – 6:43
4. A Hard Road – 6:05

Lato B
1. Shock Wave – 5:16
2. Air Dance – 5:18
3. Over to You – 5:24
4. Breakout (strumentale) – 2:35
5. Swinging the Chain – 4:05

## Formazione
- Ozzy Osbourne - voce
- Tony Iommi - chitarra; cori in A Hard Road
- Geezer Butler - basso; cori in A Hard Road
- Bill Ward - batteria; cori in A Hard Road; voce in Swinging the Chain

### Collaboratori
- Don Airey - tastiere
- John Elstar - armonica
- Will Malone - fiati